# Britney 2.0 (album)
Britney 2.0 is een extended play van de cast van de Amerikaanse televisieserie Glee. Het album bevat acht nummers uit de aflevering Britney 2.0, wat een tweede eerbetoon is aan de Amerikaanse popzangeres  Britney Spears. Deze extended play is alleen digitaal uitgebracht. 

## Nummers
| Nr. | Titel                    | Originele artiest              | Duur |
| --- | ------------------------ | ------------------------------ | ---- |
| 1.  | 3                        | Britney Spears                 | 3:27 |
| 2.  | Boys / Boyfriend         | Britney Spears / Justin Bieber | 2:43 |
| 3.  | Gimme More               | Britney Spears                 | 3:25 |
| 4.  | Hold It Against Me       | Britney Spears                 | 3:38 |
| 5.  | Womanizer                | Britney Spears                 | 3:32 |
| 6.  | Everytime                | Britney Spears                 | 3:41 |
| 7.  | Oops!... I Did It Again  | Britney Spears                 | 2:51 |
| 8.  | Crazy / U Drive Me Crazy | Aerosmith / Britney Spears     | 2:22 |